# زرع الهلالة
زرع الهلالة أو زرع هلالة الركبة، هي عملية يزرع فيها للمريض هلالة جديدة، وهي غضروف يفصل عظم الفخذ عن عظم الساق (الظنبوب). تزال خلال العملية الهلالة المستهلكة أو التالفة، وتستبدل بأخرى جديدة مأخوذة من متبرع ما. تؤخذ الهلالة المراد زرعها من جثة، ولهذا تسمى بالطعم الخيفي. تعتبر عملية زرع الهلالة صعبة من الناحية الفنية، إذ يجب تحديد حجمها بدقة بحسب الشخص، ووضعها بشكل صحيح ومحكم على هضبة الظنبوب. حتى 2012، لم يملك سوى عدد قليل من الجراحين قدرًا كبيرًا من الخبرة في زرع الهلالة في جميع أنحاء العالم.

## استطبابات عملية زرع الهلالة
يعاني معظم الأشخاص الذين يعانون من خلل في الهلالة مسبقًا من بعض التغيرات الالتهابية في مفصل الركبة. أشارت التقارير المبكرة حول زرع الهلالة في ركب مصابة بالتهاب مفصلي إلى ارتفاع معدل فشل الزرع، إن لم تعالج أسطح الغضروف غير المنتظمة مع الزرع في آنٍ واحد باستخدام تقنيات التطعيم الغضروفي. لذلك، أوصت الأدبيات المعيارية لجراحة العظام بإجراء العملية فقط للمرضى صغار السن والذين لا يعانون من التهاب مفصلي في الركبة. تتضمن أحدث الاستطبابات المنشورة لزرع الهلالة ما يلي:
- استئصال هلالة سابق.
- العمر ≤ 50 سنة.
- ألم في الحيز الفخذي الظنبوبي مستأصل الهلالة.
- عدم وجود دليل شعاعي على تلف مفصلي متقدم.
- وجود مسافة ظنبوبية فخذية ≥ 2 مم على الصور الشعاعية الخلفية- الأمامية، بوضعية تحمل وزن الجسم عند ثني الركبتين على شكل زاوية قدرها 45 درجة.
- عدم وجود عظم مكشوف على الأسطح الفخذية الظنبوبية أو يكون مكشوف بشكل طفيف.
- وجود محاذاة محورية طبيعية.

سردت موانع الاستعمال في نفس المرجع على النحو التالي:
- المعاناة من التهاب متقدم في مفصل الركبة (تسطح اللقمة الفخذية وتقعر هضبة الظنبوب ونشوء نبتات عظمية تمنع وضع الهلالة من الناحية التشريحية).
- وجود فحج غير مصحح أو سوء محاذاة محورية في المفصل.
- المعاناة من عدم ثبات غير مصحح في مفصل الركبة.
- المعاناة من ضعف الرباط الصليبي الأمامي.
- المعاناة من تليف مفصل الركبة.
- وجود ضمور عضلي شديد.
- وجود التهاب مفصلي إنتاني سابق مع التهاب مفصلي لاحق.
- المعاناة من تلف غضروف مفصلي رضفي فخذي عرضي جدير بالملاحظة.
- المعاناة من السمنة (مؤشر كتلة الجسم > 30).
- اعتبار العملية إجراء وقائي (أي أن المريض غير عرضي ولا يوجد تلف في الهلالة).

### مناقشة الاستطبابات
اعترض العديد من جراحي العظام على مضادات الاستطباب، ودعوا إلى زرع الغضروف الهلالي، بالتزامن مع إصلاح الغضروف أو إعادة بناء الرباط الصليبي الأمامي أو بضع العظم في المرضى الذين يظهرون علامات تشير لتلف مفصلي التهابي أو عدم ثبات أو سوء محاذاة. أظهرت إحدى الأوراق البحثية أن نتائج زرع الهلالة في المرضى الذين يعانون من تغيرات مفصلية التهابية، مماثلة للنتائج الواردة في التقارير السابقة حول زرع الهلالة في المرضى الذين لا يعانون من تغيرات مفصلية التهابية، في حال عولجت العيوب الغضروفية المفصلية خلال العملية. في نفس الورقة، لم يتأثر نجاح زرع الهلالة بسوء المحاذاة.